# Cam Gigandet
Cam Joslin Gigandet (født 16. august 1982 i Auburn, Washington) er en amerikansk skuespiller som har medvirket i Never Back Down, Twilight, The O.C. , The Roommate, Burlesque og Priest.

## Roller
- Codename: Geronimo (2012) Stunner
- Priest (2011) Hicks
- Trespass (2011) Jonah
- The Roommate (2011) Stephen
- Burlesque (2010) Jack
- Easy A (2010) Micah
- The Experiment (2010) Chase
- Pandorum (2009) Gallo
- The Unborn (2009) Mark
- Twilight (2008) James
- Never Back Down (2008) Ryan McCarthy
- Who's Your Caddy? (2007) Mick
- Orange County (15 episoder, 2005-2006) Kevin Volchok
- Jack & Bobby (6 episoder, 2005) Randy Bongard
- The Young and the Restless (7 episoder, 2004) Daniel Romalotti
- Mistaken (2004) Joe
- CSI: Crime Scene Investigation (1 episode, 2003) Mark Young
- Feeling the Heat (2003) Mark Young